# Atletismo nos Jogos Pan-Americanos de 2007 - 1500 m feminino
Os 1500 metros feminino foram um dos eventos do atletismo nos Jogos Pan-Americanos de 2007, no Rio de Janeiro. A prova foi disputada no Estádio Olímpico João Havelange em 27 de julho com 10 atletas de 8 países.

## Medalhistas
| Ouro   | BRA Juliana Santos       |
| Prata  | USA Mary Jayne Harrelson |
| Bronze | COL Rosibel García Mena  |

## Recordes
Recordes mundiais e pan-Americanos antes da disputa dos Jogos Pan-Americanos de 2007.
| Tipo                             | Atleta      | Tempo   | Local    | Data                   |
| -------------------------------- | ----------- | ------- | -------- | ---------------------- |
|                                  | Qu Yunxia   | 3m50.46 | Pequim   | 11 de setembro de 1993 |
| Recorde dos Jogos Pan-Americanos | Mary Decker | 4m05.70 | San Juan | 13 de julho de 1979    |

## Resultados

### Final
A final dos 1500 metros foi disputada em 27 de julho as 18:00 (UTC-3).
| Pos.              | Atleta               | País               | Tempo   |
| ----------------- | -------------------- | ------------------ | ------- |
| Medalha de ouro   | Juliana Santos       | BRA Brasil         | 4m13.36 |
| Medalha de prata  | Mary Jayne Harrelson | USA Estados Unidos | 4m15.24 |
| Medalha de bronze | Rosibel García Mena  | COL Colômbia       | 4m15.78 |
| 4                 | Marian Burnett       | GUY Guiana         | 4m17.91 |
| 5                 | Lysaira del Valle    | PUR Porto Rico     | 4m18.40 |
| 6                 | Lindsey Gallo        | USA Estados Unidos | 4m18.87 |
| 7                 | Sabine Heitling      | BRA Brasil         | 4m19.21 |
| 8                 | Valeria Rodríguez    | ARG Argentina      | 4m21.67 |
| 9                 | Tanice Barnett       | JAM Jamaica        | 4m23.14 |
| 10                | Yadira Bataille      | CUB Cuba           | 4m24.49 |